# Gustave Thuret

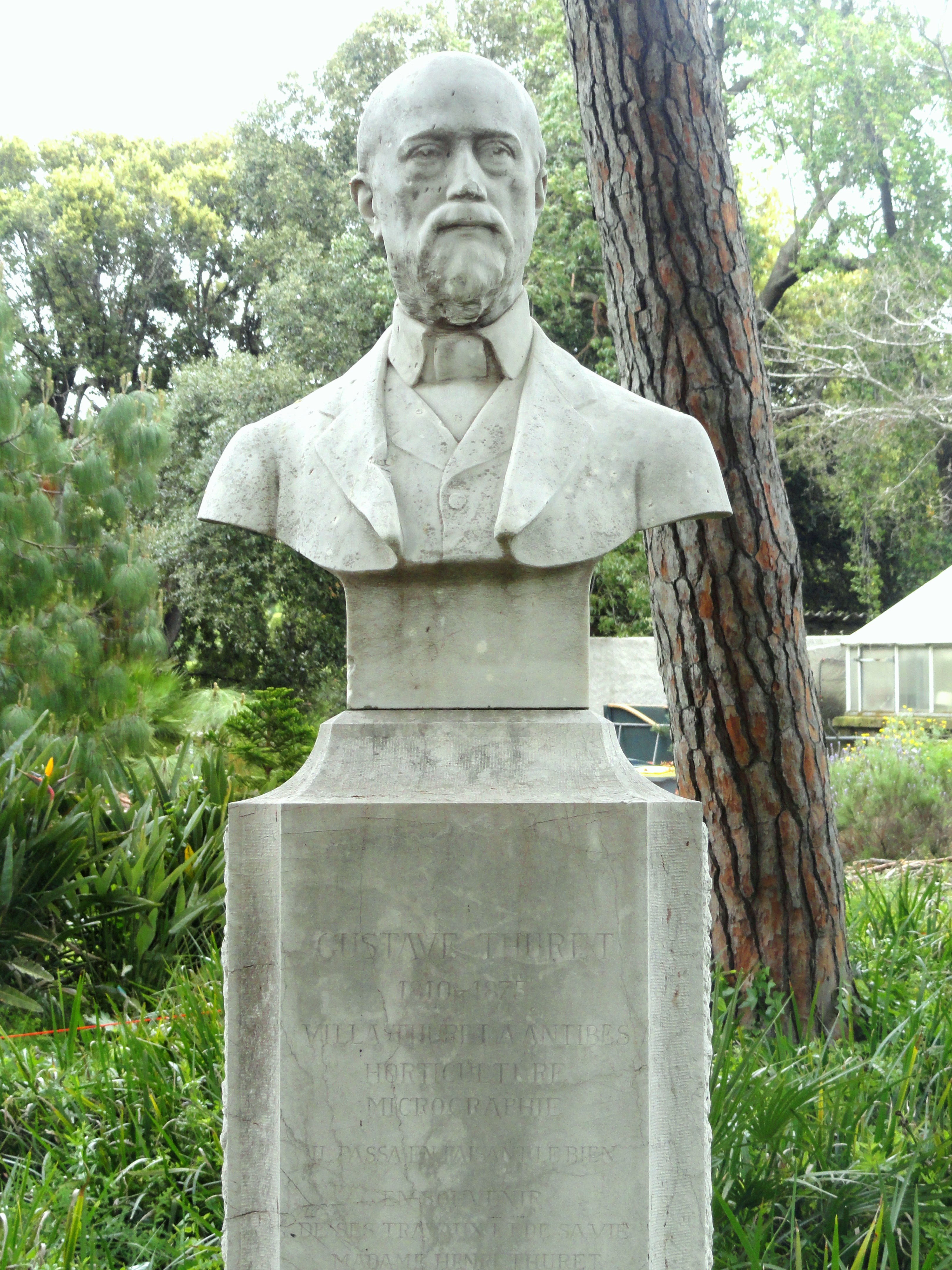
Büste von Gustave Adolphe Thuret

Gustave Adolphe Thuret (* 23. Mai 1817 in Paris; † 10. Mai 1875 in Nizza) war ein französischer Botaniker und Algologe. Sein offizielles botanisches Autorenkürzel lautet „Thur.“

## Leben und Wirken
Thuret war Spross einer hugenottischen Familie, die in die Niederlande ausgewandert war. Er studierte zunächst Rechtswissenschaft und war daneben begeisterter Musiker. Er freundete sich 1837 mit Alexander von Villers an, der ihn in die Botanik einführte. Zunächst begann er, Pflanzen zu sammeln und bekam so Kontakt zu Joseph Decaisne, dessen Schüler er wurde. Decaisne führte ihn auch in die Welt der Algen ein, die sein lebenslanges Forschungsfeld werden sollte.
1840 ging er als Attaché der französischen Gesandtschaft nach Konstantinopel, wo er sein Land gemeinsam mit Edouard Pontois beim Osmanischen Reich vertrat. Sein Aufenthalt im Nahen Osten gab ihm Gelegenheit, die Flora dieser Gegend zu erforschen, wobei er Forschungsreisen nach Syrien und Ägypten unternahm.
Bereits ein Jahr später kehrte er wieder nach Frankreich zurück, um sich den Untersuchungen der Meeresalgen widmen zu können. Er lebte zunächst auf seinem Schloss Reutilly bei Lagny, siedelte 1851 dann mit Jean-Baptiste Édouard Bornet nach Cherbourg über, wo beide vor allem die Algen der Atlantikküste studierten. Die beiden Forscher widmeten sich in dieser Zeit vor allem der Sexualität der Algen, zu deren Kenntnisse sie grundlegende Beiträge lieferten.
1857 gründete er in Antibes eine meeresbiologische Forschungsstation und den Jardin botanique de la Villa Thuret, der zu einer gartenarchitektonischen Attraktion der Côte d’Azur wurde. In Antibes forschten unter seiner Anleitung zahlreiche Gelehrte aus ganz Europa, so unter anderem Michail Stepanowitsch Woronin. Der Botanische Garten wurde nach Thurets Tod von Charles Victor Naudin weitergeführt.
Thuret entdeckte die Geschlechtlichkeit und die Befruchtung der Braunalgenfamilie Fucaceae (1853) und (zusammen mit Bornet) der Florideae (1867), einer Untergruppe der Rotalgen.

## Ehrungen
Am 8. Juni 1857 wurde Thuret als korrespondierendes Mitglied in die Académie des sciences aufgenommen. 1869 wurde er Mitglied der Preußischen Akademie der Wissenschaften.
Nach ihm sind die Algengattungen Thuretia Decne. (1844, Delesseriaceae), Thuretella F.Schmitz (1897, Gloiosiphoniaceae) und Thuretellopsis Kylin (1925, Dumontiaceae) benannt.

## Schriften (Auswahl)
- Note sur l’anthère du Chara et les animalcules qu’elle renferme. In: Annales des sciences naturelles: Botanique. 2. Folge, Band 14, 1840, S. 65–72 (Digitalisat).
- Recherches sur les organes locomoteurs des spores des algues. In: Annales des sciences naturelles. Botanique. 2. Folge, Band 19, 1843, S. 266–277 (Digitalisat).
- Recherches sur les anthéridies et les spores de quelques Fucus. In: Annales des sciences naturelles. Botanique. 3. Folge, Band 3, 1845, S. 5–15 (Digitalisat) – mit Joseph Decaisne.
- Note sur les spores de quelques algues. In: Annales des sciences naturelles. Botanique. 3. Folge, Band 3, 1845, S. 274–275 (Digitalisat).
- Recherches sur les zoospores des algues et les anthéridies des cryptogames. Paris 1851 (Digitalisat), Nachdruck von:
  - Annales des sciences naturelles. Botanique. 3. Folge, Band 14, 1850, S. 214–260 (Digitalisat).
  - Annales des sciences naturelles. Botanique. 3. Folge, Band 16, 1851, S. 5–39 (Digitalisat).
- Note sur la fécondation des Fucacées. In: Mémoires de la Société des Sciences Naturelles de Cherbourg. Band 1, 1852, S. 161–167 (Digitalisat).
- Note sur la synonymie des Ulva lactuca et latissima, L., suivie de quelques remarques sur la tribu des Ulvacées. In: Mémoires de la Société des Sciences Naturelles de Cherbourg. Band 2, 1854, S. 17–32 (Digitalisat).
- Note sur un nouveau genre d’algues, de la famille des Floridées. In: Mémoires de la Société impériale des sciences naturelles de Cherbourg. Band 3, 1855, S. 155–160 (Digitalisat).
- Recherches sur la fécondation des Fucacées, suivies d’observations sur les anthéridies des algues. Paris 1855, Nachdruck von:
  - Annales des sciences naturelles. Botanique. 4. Folge, Band 2, 1854, S. 197–214 (Digitalisat).
  - Annales des sciences naturelles. Botanique. 4. Folge, Band 3, 1855, S. 5–28 (Digitalisat).
- Observations sur la reproduction de quelques Nostochinées. In: Mémoires de la Société impériale des sciences naturelles de Cherbourg. Band 5, 1857, S. 19–32 (Digitalisat).
- Recherches sur la fécondation des Floridées. In: Annales des sciences naturelles. Botanique. 5. Folge, Band 7, 1867, S. 137–166 (Digitalisat).
- Essai de classification des Nostochinées. In: Annales des sciences naturelles. Botanique. 5. Folge, Band 7, 1867, S. 372–382 (Digitalisat).

postum
- Notes algologiques recueil d’observations sur les algues. 2 Teile, Paris 1876–1880 – mit Édouard Bornet.
- Études phycologiques. Analyses d’algues marines. Paris 1878 – herausgegeben von Édouard Bornet.